# Honda
A Honda Motor Company, Limited (本田技研工業株式会社, Honda Giken Kógjó Kabusikigaisa, ’Honda Kutató és Gyártó Rt.’) egy tokiói székhelyű multinacionális vállalat.
Az 1948 szeptemberében alapított Honda Motor Co. Ltd. létezése első percétől fogva kivételes színvonalú mérnöki teljesítményéről ismert. Az ezt követő 50 év során ezt olyan értékekkel bővítette, mint a társadalmi felelősségtudat és a környezet védelme. Mára egy több mint 150 ezer embert foglalkoztató világcéggé nőtt, amely 34 országban több mint 110 termelő- és fejlesztőegységet működtet. A 2002. március 31-én lezárt pénzügyi évben a Honda 8 millió motorkerékpárt, 4,4 millió munkagépet és 2,9 millió személyautót értékesített.
1977 óta nem Japán a Honda legnagyobb gépjárműpiaca. Ez a kitüntető cím az Amerikai Egyesült Államokat illeti meg, ahol évente közel 1,25 millió Honda gépkocsit adnak el. Japán csak a márka második legnagyobb piaca, őt pedig Európa követi: itt Németország és Anglia közel 60-60 ezer, Olaszország pedig 40 ezer eladott autóval a legjelentősebb nemzeti piac a földrészen.
A Honda az apró munkagépektől kezdve a kísérleti repülőgépekben használt turbólégcsavaros hajtóművekig nagyon sok mindent gyárt; motorjai a világ legtöbb országában kaphatóak. A Honda nevéhez fűződnek azok a kísérleti villanymotorok, amelyek a világ első, kifejezetten elektromos üzeműre épített, nikkel-fémhidrid akkumulátorról működő autóját, az EV PLUS-t hajtották. A szolárcellás járművek Ausztráliában megrendezett 2000 mérföldes versenyén győzedelmeskedő, a The Dream (Az Álom) névre keresztelt gépkocsiban a nap energiáját használta fel.

## Honda motorok
A Honda Motor története a 20. század derekán kezdődött. Az első Hondák hatvan évvel azután jelentek meg, hogy 1886-ban a világ első motorja megjelent, ám mára a Honda az egész világot átölelő vállalatá nőtte ki magát, amely a lokalizáción alapuló globalizáció filozófiáját követi. A cég korábbi elnöke, Kavamoto Nobuhiko által Honda-módnak nevezett szemlélet a világ minden sarkában meghonosodott.
Ugyanakkor a Honda elsőként motorkerékpárjai révén tett szert hírnévre. A mai napig gyártja a világ legnagyobb számban előállított járművét, a négyütemű, 50 köbcentiméteres Cub C100 motorkerékpárt. Az 1958 óta folyamatosan gyártott kétkerekű, amelyet az Amerikai Egyesült Államokban az „A legkedvesebb emberekkel Hondán találkozhat” szlogennel hirdettek, örökre megváltoztatta az emberek motorozásról alkotott elképzelését. A Cub C100 több mint 26 millió példányban talált gazdára, egyaránt lekörözve a Volkswagen Bogarat (mintegy 20 millió darab) és a Ford T-modell (16,5 millió). Az eladott Cub C100-asok száma évente három millióval gyarapszik, így aligha kell trónfosztástól tartania. A Honda a mai napig összesen 100 millió motorkerékpárt gyártott.

## Története

### Motorgyártás
A Honda és a Motor szó összekapcsolása eleinte szándékos volt.
A Honda Motor gyökereit az 1930-as években találjuk, amikor Honda Szóicsiró cége, a Tókai Szeiki Dzsúkógjó Kabusikigaisa nehézipari vállalat elkezdett présöntött dugattyúgyűrűket gyártani. Az öntvények ridegek voltak, és rendre eltörtek, ezért Honda esti kurzuson elkezdett kohászatot tanulni, míg végül sikerrel járt. Apró cége túlélte a háborút követő gazdasági összeomlást. Prosperáló vállalatként vette ki részét Japán feltámadásából, és a tökéletesen kidolgozott részleteket és egyensúlyt igénylő motorkerékpár-gyártással alapozta meg hírnevét. Mire a vállalat elkezdett gépkocsikat gyártani, mérnökei és kereskedői már számos sikert tudhattak maguk mögött. A Honda motorkerékpárok a világ versenypályáin bizonyították képességeiket, és hamarosan a közutakon is legendává váltak.
A korábban mezőgazdasági járművekben használt kétütemű Mikuni motorok primitívek és aprók voltak, rossz hatásfokkal működtek. Azonban kis méretüknél fogva be lehetett őket szerelni egy kerékpár vázába, igaz, a vezetőknek emelkedőkön pedálozniuk kellett. Ám a pusztulásból talpra álló országban a legkezdetlegesebb motorizált jármű is létfontosságú volt. A mindig túlzsúfolt buszok és vonatok megbízhatatlanul jártak, a személyautók pedig az üzemanyaghiány miatt gyakorlatilag hasznavehetetlenek voltak. Ez az egyszerű kis robogó azonnal sikeres lett. Tömegekben özönlöttek a vásárlók, hogy hozzájuthassanak a naponta egy példányban gyártott Honda kerékpármotorhoz.
Amikor 1947-ben elfogytak a háborúból megmaradt Mikuni kétütemű motorok, Honda saját pénzén kifejlesztett egy 50 köbcentiméteres motort. Ez volt az A-típus: egy mágneses gyújtású motor, a hátsó kerékhez vezető szíjhajtással, az utas lábát burkolat védte a hajtószíjtól. A továbbra is súlyos üzemanyaghiány kiküszöbölésére Honda felvásárolt egy fenyőerdőt, és a fákból nyert gyantát benzinnel keverve egyfajta terpentinszeszt állított elő.
A háborút követő években a japán kereskedelem szervezetlen volt, a bankok és a hitelintézetek kaotikusan működtek. Nem léteztek motorkerékpár-kereskedői hálózatok, ezért a vállalkozást gondosan meg kellett szervezni. Így Honda miután a dugattyúgyűrű-üzletágat 1945-ben eladta a Toyotának, 1946 októberében megalapította a Honda Műszaki Kutatóintézetet. A hangzatos nevű vállalat belső szervezetét Fudzsiszava Takeo hozta létre, aki 1948 márciusában csatlakozott Hondához. Ugyanazon év szeptember 24-én ők ketten 1 millió jen (mintegy 1000 angol font) alaptőkével létrehozták a Honda Motor Companyt, és elkezdték gyártani az új 90 köbcentiméteres B típusú motorkerékpárt. Honda gyakorlatiassága és ötletessége nem ismert határokat. A B-modell alapjaira egy háromkerekű szállítójárművet is építettek, amelyre hátul nyitott dobozt szereltek.
A pénzforgalmat és a könyvelést Fudzsiszava kezelte. Megnövelte az alaptőkét, az 1949 augusztusában bemutatott D típusú, 98 köbcentiméteres kétütemű modellhez pedig újszerű értékesítési rendszert dolgozott ki. A járművet Dreamnek, azaz Álomnak nevezték el, mivel kényelmes nyerge és teleszkópvillája álomszerű komfortot nyújtott (legalábbis a korábbi megoldásokhoz képest). Háromszögváza nehéz volt, a motor pedig mindössze 3 lóerőt teljesített.
A kor kétütemű motorjainál jóval fejlettebb volt az a kifinomult négyütemű motor, amellyel a Dream E-modellnek végsebessége már 72 km/h volt. Egy tokiói üzemben naponta 130 motorkerékpár készült. A versenytársakat lenyűgözte az új motor, négy gyár kivételével mind bezárta kapuit. Honda motorja műszaki csoda volt: az egyhengeres, 146 köbcentiméteres, felülszelepelt erőforrás két szívó- és egy kipufogóoldali szelepét emelőrudak működtették. Honda meggyőződésévé vált, hogy a modern technológia mindenre képes megoldást nyújtani.
Az 1950-es évek koreai háborúja sürgetővé tette Japán nemzetközi kapcsolatainak ismételt kiépítését, és felgyorsította a kereskedelmi sikereket. A valutaárfolyam stabilizálódott, a kormányzati szabályozás enyhült, és elindult egy privatizációs program. A gazdaság fejlődésével együtt azonban a piaci verseny is erősödött.
A piac válogatóssá vált. A havonta 6500 példányban gyártott, kerékpárra felszerelhető motorok iránti kereslet visszaesett. A Honda 90 köbcentiméteres J típusú Benly motorkerékpárja túl zajos volt, a Huno robogó pedig túlhevült a műanyag burkolat alatt. A vezetés és a munkások egyetértettek abban, hogy a helyzet stabilizálása érdekében csökkenteni kell a termelést. Ez a megegyezés alapozta meg azt az együttműködési kultúrát, amely a mai napig jellemző a Hondára.

### Autógyártás
A Honda már 15 éve működött, amikor elkezdett gépkocsikat gyártani, és újabb tíz évbe telt, mire a nemzetközi autóipar fontos szereplőjévé vált. A 80-as évek elején a Honda már vezető multinacionális vállalat volt. A Honda 1963-ban 136 járművet gyártott. Egy évvel később 5210, 1965-ben pedig már 8779 darabot, amelyek egynegyedét exportálták. A termelés ezután visszaesett 3209 járműre, egy újabb év elteltével, 1967-ben azonban ismét fellendült, nem kevesebb, mint 87 000 darabra. A siker kulcsa az erős hazai piac volt: 1968-ban 186 500, 1969-ben 232 000 járművet gyártottak, és a termelésnek csupán 5%-át exportáltak.
A Honda első sorozatgyártású négykerekűje a sportos S500 kétüléses, valamint a T360 haszonjármű volt. Ezeket követte a fejlett S600 kupé, majd 1965 októberében az L700 kombi. Az S500-ast benevezték az 1964-es Liege–Szófia–Liege-ralira, az 1967-es világbajnok, Denny Hulme által vezetett S600 pedig kategóriagyőztes lett a Nürburgringen szeptemberben megrendezett ADAC 600 kilométeres tartóssági futamon. Ez volt a Honda első sikeres autóversenye.
Az N360 törpeautó kéthengeres négyütemű motorja félelmetes 8500/perc fordulatszámig pörgött fel. A 354 cm³-es erőforrás 31 lóerőt teljesített, és teljesen szinkronizált, négyfokozatú sebességváltón keresztül hajtotta az autó első kerekeit. A Honda a motorokról autókra átnyergelő fiatal japán vásárlóknak szánta a kocsit. Az N360 időzítése tökéletes volt: az 1960-as években megkezdődött a kisautók forradalma.
Honda a léghűtés lelkes híve volt, ami hosszan tartó, emlékezetes viták forrása volt közte és mérnökei között. Az 1969-es Honda 1300 tervein dolgozva szerette volna, ha az N360 és az azt leváltó, N600 mellett a többi utcai modell is léghűtést kapna. Az elegáns kisautó 100 lóerős, keresztben beépített motorja 176 km/h végsebességre tette képessé az elsőkerék-hajtású modellt, amelyet tárcsafékekkel, valamint a zajcsökkentés érdekében Dual-Dyna léghűtéssel (DDAC) szereltek fel. A rezonanciák csillapítására egy bonyolult, hűtőszárnyakkal kombinált légbevezető rendszert terveztek, így a motor minden idők egyik leghalkabb léghűtéses erőforrása lett.[forrás?]
Az autó 1970-ben bemutatott, kecses kupéváltozata népszerű volt, a szedánt azonban 1972-ben le kellett váltani a vízhűtéses 145-ös modellel. A problémáknak köszönhetően a Honda kutatási és fejlesztési részlegei nagyobb mozgásteret kaptak. Honda 1973-ban elfoglalta a legfelső tanácsadó tiszteletbeli posztját.
A Honda Motor nem családi vállalkozás volt, és Honda szabályát, ami megtiltotta a családtagok belépését, az igazgatókra is kiterjesztették. A vállalat minden egyes tagja egyenlőnek számított, különbségek csak a dolgozók szerepében, illetve a fizetésükben mutatkoztak. Ez a filozófia minden újonnan létrehozott irodában és üzemben is érvényes volt.

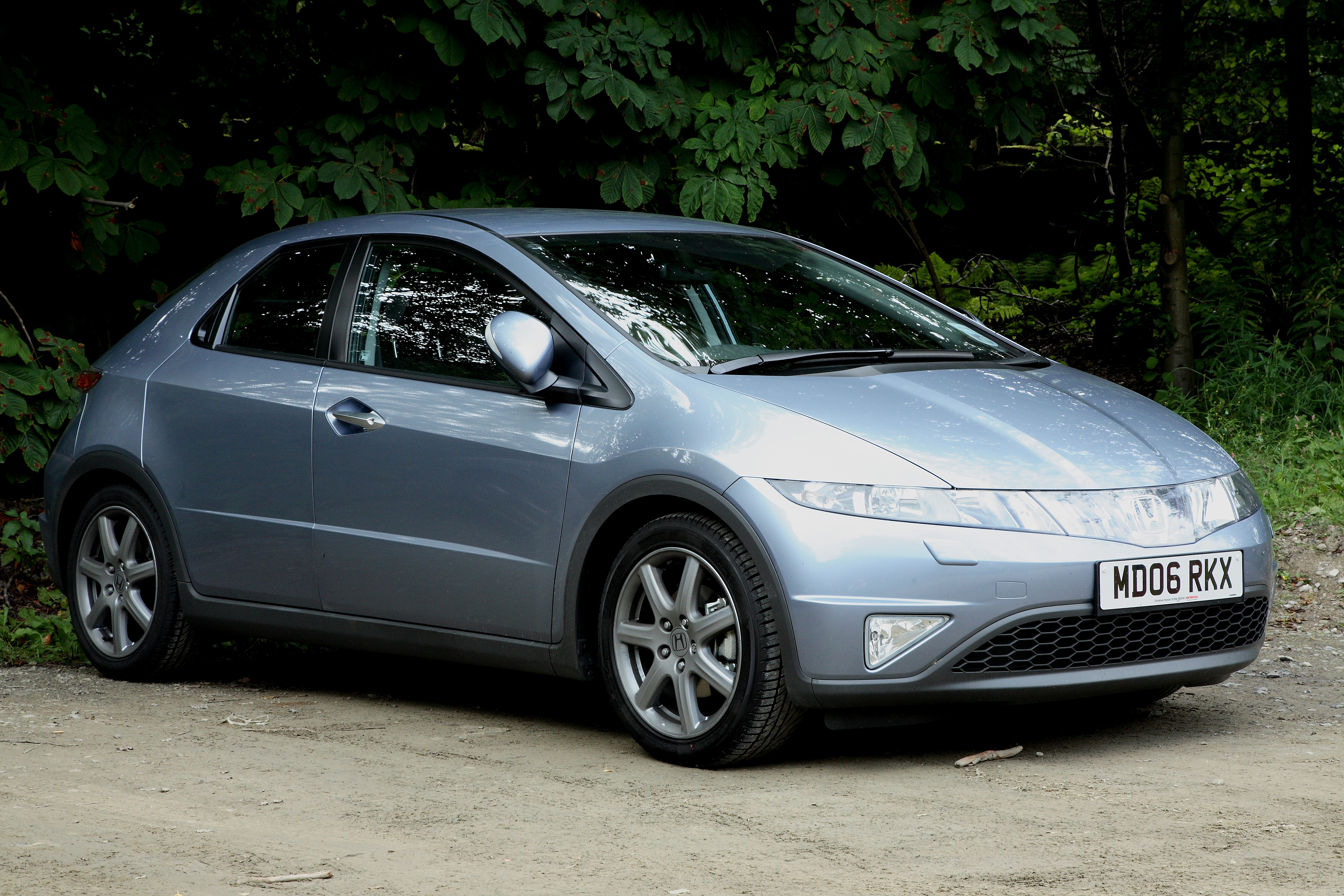
2006-os Honda Civic

Az autógyártás 1970-ben a léghűtéses Z360-assal folytatódott. Ez később egy egész kisautó alapjául szolgált, és az 1971-es, 1971 cm-es léghűtéses Life mini autón át a keresztben beépített 1,2 literes motorral hajtott Civic 1972-es premierjéhez vezetett.
Az 1300-as magas költségei miatt a motorkerékpár-részlegre hárult a gépkocsigyártás finanszírozása. Az utóbbi csak 1973-ban, a Civic sikerét követően került ismét előtérbe.
1971-ben kezdtek el dolgozni a Honda találékonyságának újabb fényes példáján, a rétegelt feltöltésű CVCC-motoron (Compound Vortex Controlled Combustion, összetett örvényvezérlésű égés). A CVCC megkoronázta a Honda kutatási és fejlesztési munkásságát, amely elismerten évekkel a világ autóipara előtt járt: a versenytársak ugyanis megvalósíthatatlannak tartották az Amerikai Egyesült Államokban 1975-ben bevezetendő Muskie emissziós törvény előírásait.
A Honda a CVCC-motorral felszerelt Civic modellel vetette meg lábát későbbi legnagyobb piacán, az Amerikai Egyesült Államokban.
Miután 1973 októberében Kavasima Kijosi lett a Honda elnöke, a vállalat látványos növekedésnek indult. Ekkor a vállalat forgalma kevesebb mint 400 milliárd jen volt, 1979-re azonban – a háború után alapított japán gyártók közül elsőként – meghaladta az 1 billió jent. A Honda forgalma 1980-ban már 1,5 billió jen volt, így alig 32 év alatt a japán cég elérte a General Motors éves forgalmának egy tizedét.
Kavasima kinevezése egybeesett az első olajválsággal, ami inflációval és recesszióval sújtotta Japánt. Amerika ugyanekkor szigorította károsanyag-kibocsátási törvényeit, ami az egész világon nehéz feladat elé állította az autóipari kutató-fejlesztő mérnököket. 1973-ban a gépkocsik és motorkerékpárok ára világszerte 15%-kal emelkedett, a Honda azonban a termelés növelésével állandó szinten tudta tartani az egy autóra eső költségeket. A motorkerékpárok gyártása évi 3 millió darabra nőtt: ebből egymilliót Japánban készítettek és értékesítettek, további egymilliót exportra gyártottak az anyaországban, a harmadik milliót, pedig külföldön állították elő. Kavasima a Honda munkagép-választékát is kibővítette; a vállalat áramfejlesztőket, talajművelő gépeket, fűnyírókat, outboard hajómotorokat és vízpumpákat gyártott.

### Az Egyesült Királyságban
A Honda cég – több más autógyárral és a brit autóipar szakmai szervezeteivel együtt – 2019 elején többször is figyelmeztette a brit kormányt a megállapodás nélküli Brexit súlyos termelési és versenyképességi kockázataira. 2019. február 19-én publikált sajtóértesülések szerint a Honda cég 2022-ben zárja be a délnyugat-angliai Swindonban működő, 3500 alkalmazottat foglalkoztató üzemét, ahol évente több mint 100 ezer Civic modellt gyártanak a globális piac számára. Ez a Honda cég egyetlen autógyára az Európai Unió területén.

### Modellpaletta

#### Európa

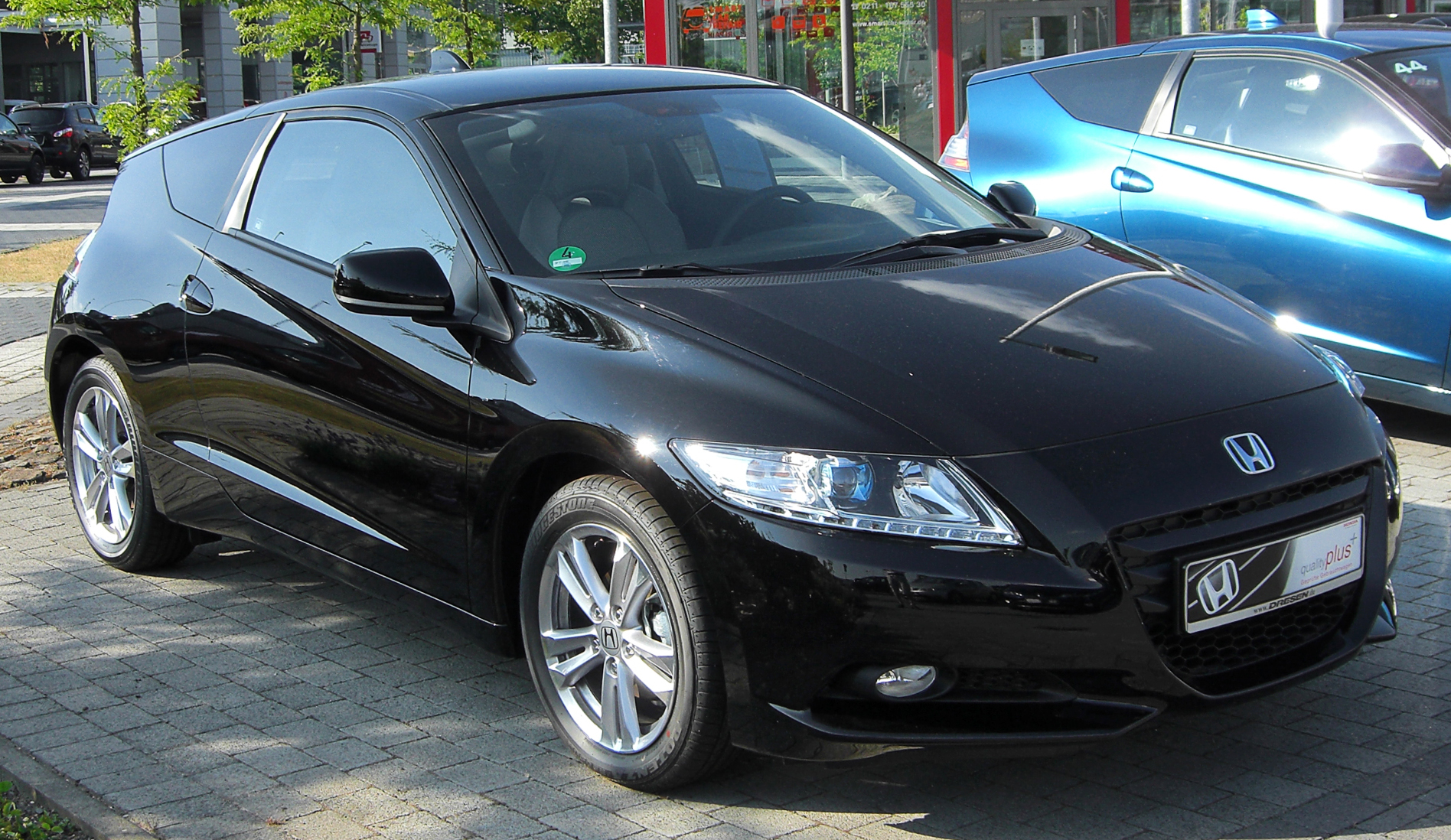
Honda CR-Z

- Jazz
- HR-V
- Civic
- CR-Z
- Insight
- Accord
- Accord Tourer
- CR-V

#### Japán

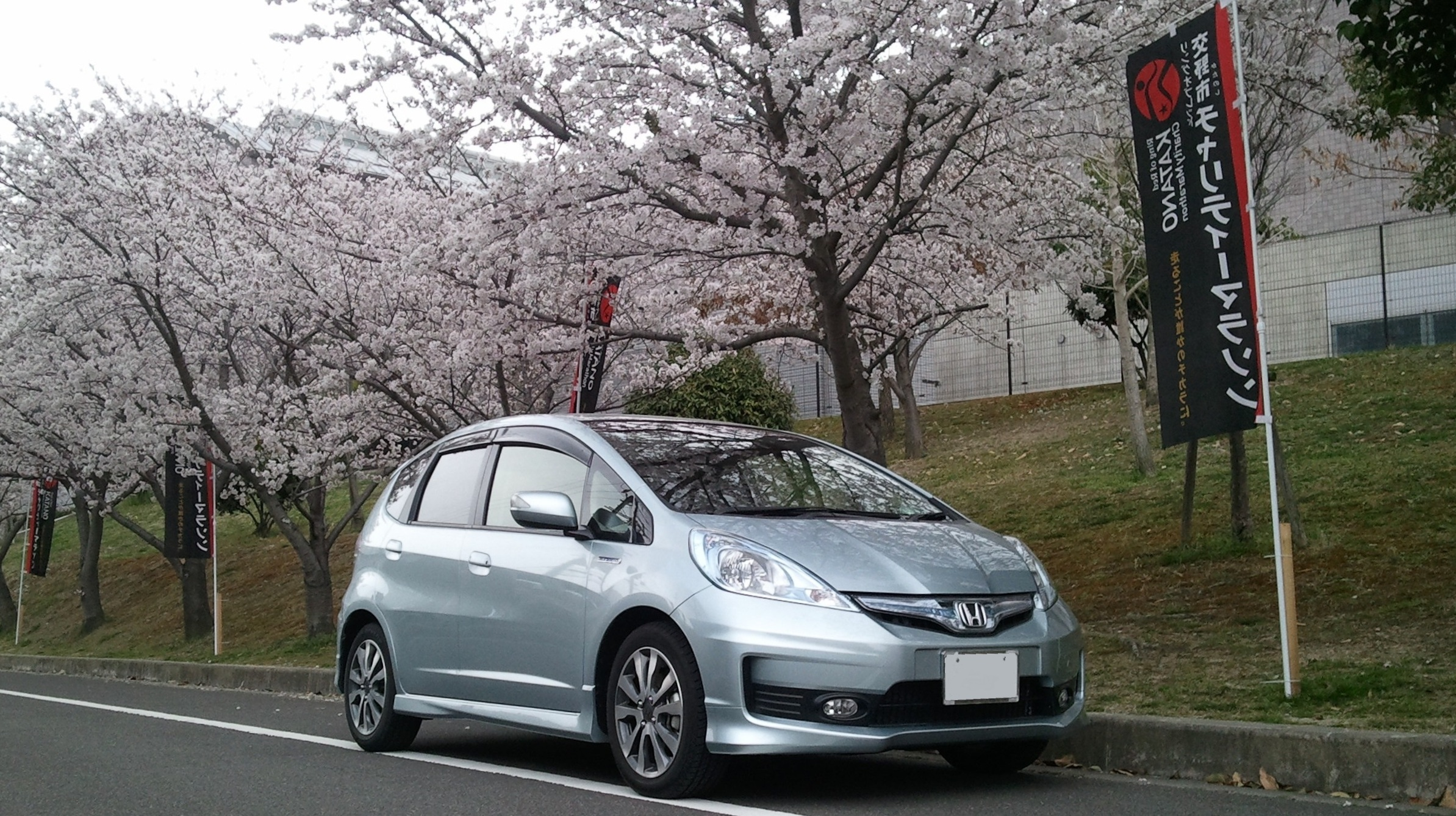
Honda Fit

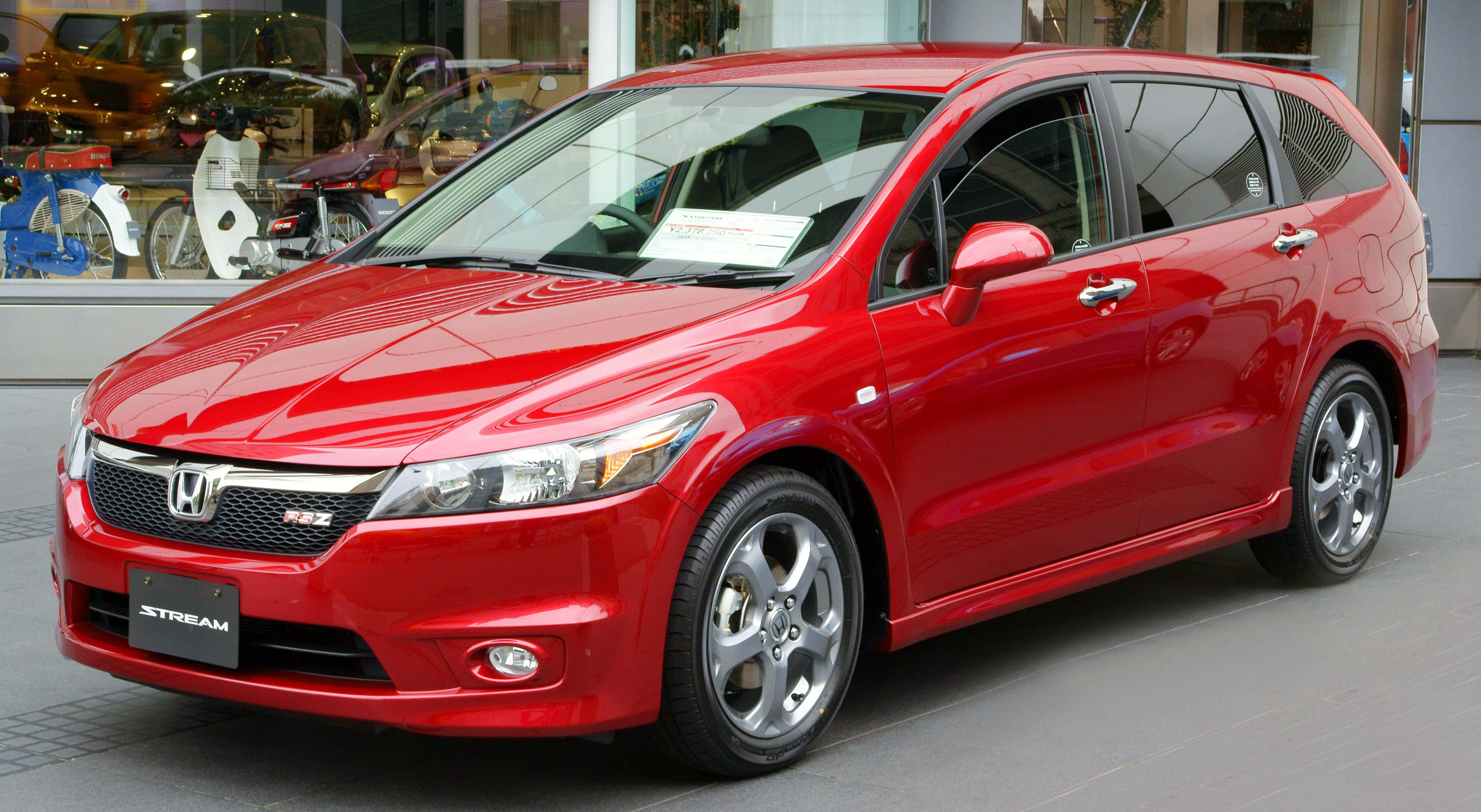
Honda Stream

- Life
- Zest
- Freed
- Vamos Hobio
- Fit ShuttleHonda Fit
- Civic
- Civic Type-R
- InspireHonda Stream
- Crossroad
- Partner
- Airwawe
- Stream
- Stepwgn
- Elysion

#### USA

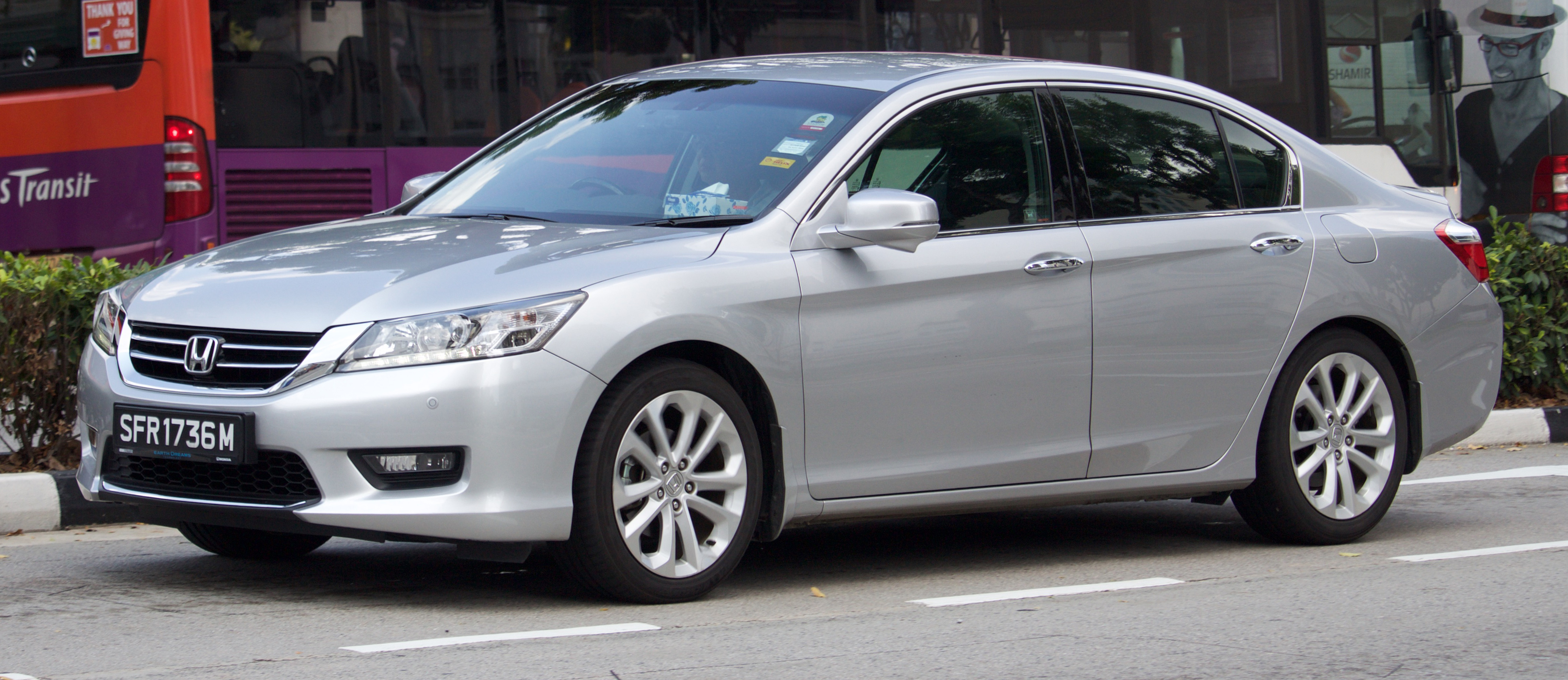
Honda Accord

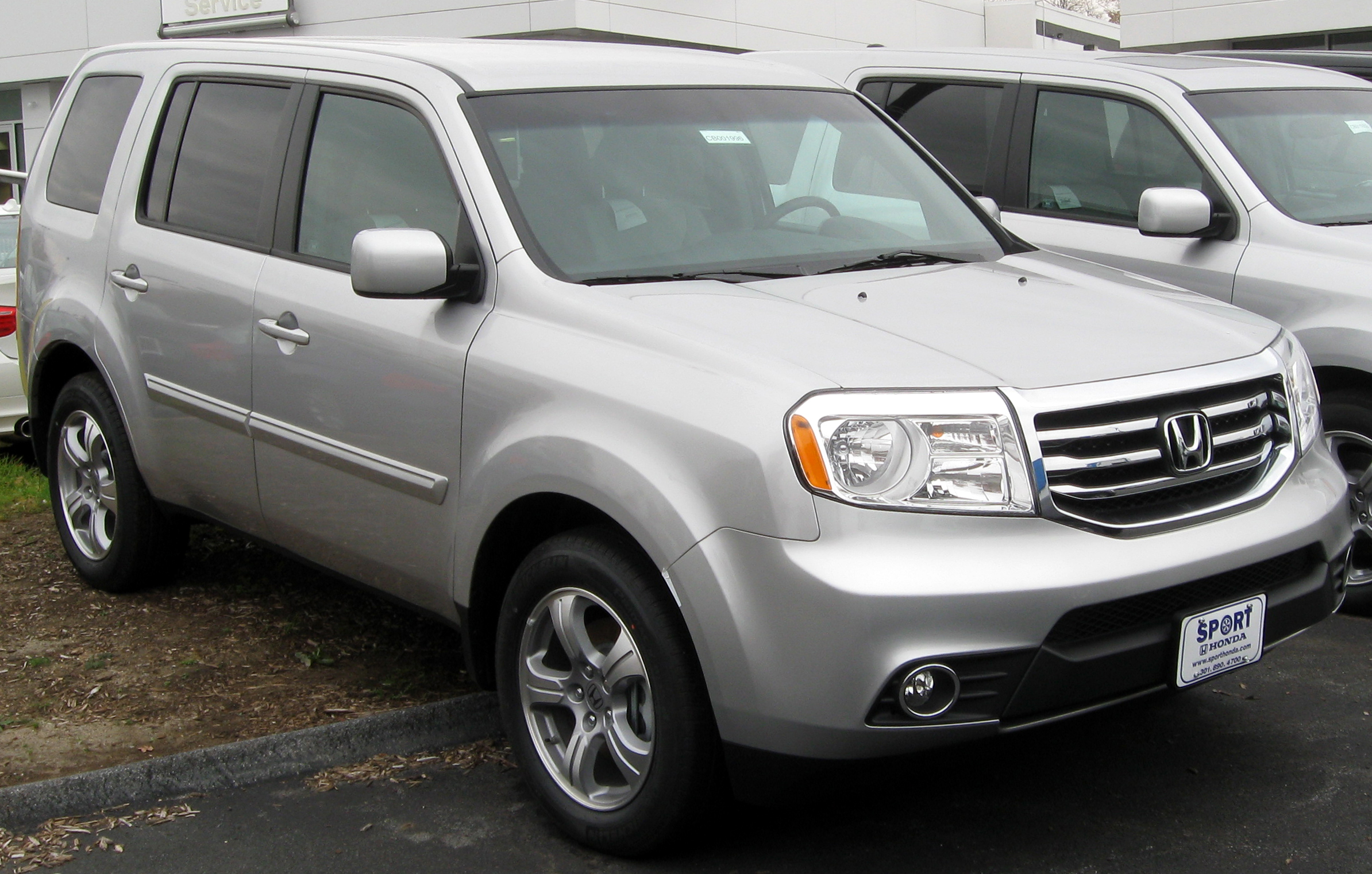
Honda Pilot

- Fit
- ElementHonda Accord
- Civic
- Civic Coupé
- Accord
- Accord Coupé
- PilotHonda Pilot
- Ridgeline
- Odyssey
- Acura TL

#### India
- Brio
- City

## A Honda globális szerepe
A Honda terjeszkedési stratégiájának kulcsfontosságú eleme volt az American Honda Motor Company megalapítása. Az 1959-ben létrehozott cég volt a Honda első Ázsián kívüli leányvállalata, amelyet 1961-ben követett a hamburgi székhelyű European Honda GmbH (a későbbi Honda Deutschland), valamint az NV Honda Motor SA (a későbbi Honda Belgium), ahol megkezdődött a Honda motorkerékpárok és mopedek európai összeszerelése és gyártása.
A Honda Benelux 1963-ban kezdte meg működését, 1964-ben pedig a párizsi Őrült ló szalonja night club szomszédságában megnyílt a Honda France SA irodája – a helyszínt állítólag azért választották, hogy „beleolvadjanak a helyi kultúrába”. A Honda ázsiai leányvállalata Thaiföldön alakult meg.
1965 szeptemberében Nyugat-London Chiswick városrészében, a Power Roadon létrehozták a Honda UK vállalatot. A Honda ausztráliai és kanadai terjeszkedésével egy időben, 1969 augusztusában ünnepelte 12 milliomodik motorkerékpárjának exportját.
Az amerikai földrészen létesítendő Honda-gyár tervei először 1971-ben fogalmazódtak meg, amikor az összesített motorkerékpár-gyártás elérte a 15 milliós mérföldkövet. A projekten dolgozó csapat feladata a leendő üzem helyszínének kiválasztása, valamint az építkezés beindítása volt. 1977-ben bejelentették, hogy a Honda of America Manufacturing Company motorkerékpárok gyártását tervezi. A belgiumi Gent városában megalakult a Honda Europe NV, amely alkatrészeket vásárolt és az értékesítésre váró gépkocsikészletek koordinálásáért felelt. 1978-ra az összesített motorkerékpár-gyártás elérte a 30, a személygépkocsiké az 5 milliót.

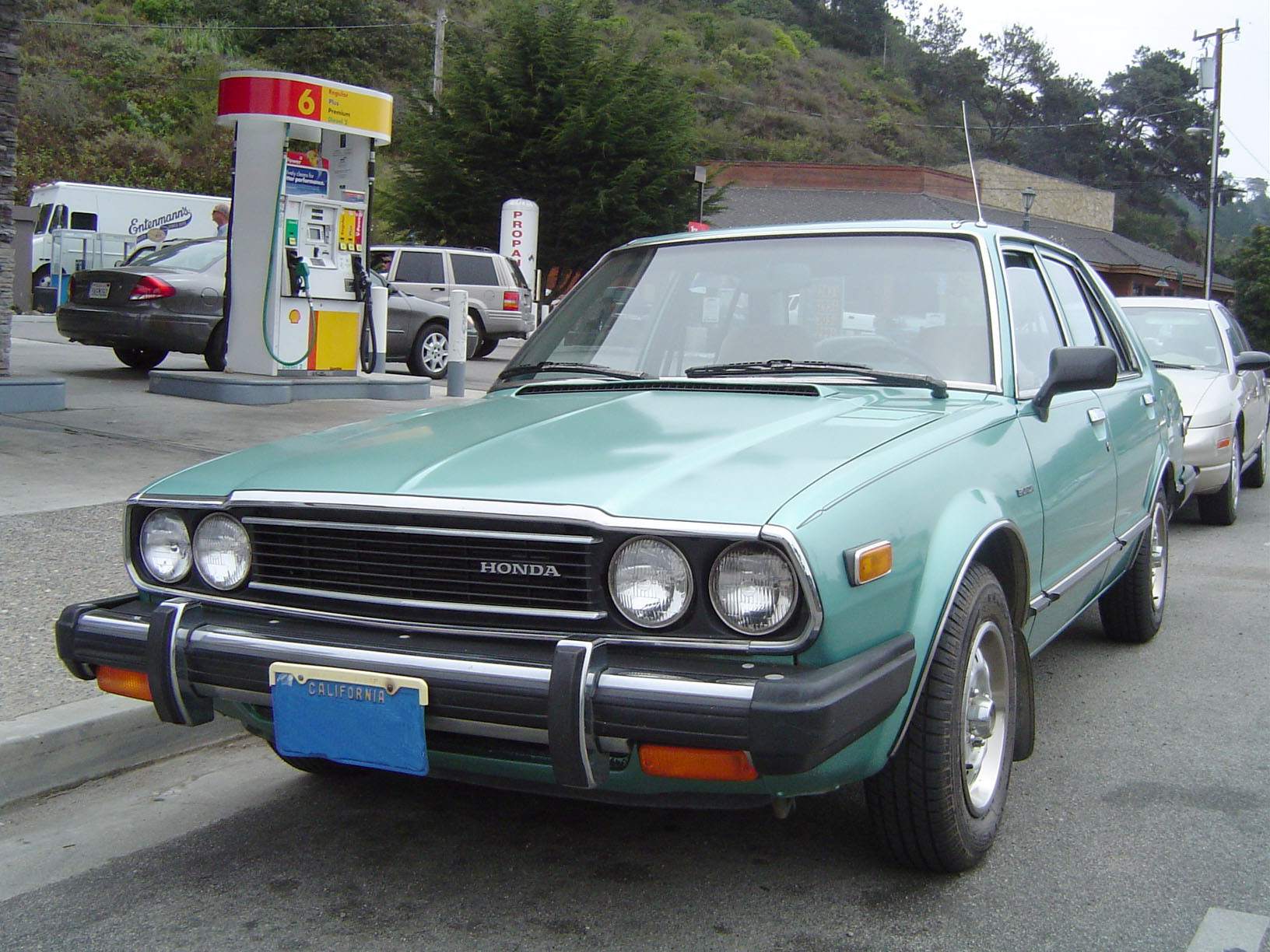
Honda Accord

A Honda of America marysville-i gyárában 1982 novemberében kezdődött meg a személygépkocsi-gyártás. Az első modell az Accord volt, amely idővel az amerikai piac legelterjedtebb japán gyártmányává vált. Az Accord az amerikai piac első számú modellje lett, az Amerikai Egyesült Államokban pedig több Hondát adtak el, mint Japánban.
Az autógyártás Japánban 1979-re elérte a 705 375 darabot, a Civicek háromnegyedét exportálták. A hetvenes évek második felére a Honda személygépkocsi-értékesítésből származó forgalma meghaladta a motorkerékpárokét. Továbbfejlesztették a Civicet, ami immár kombiként is kapható volt, a cég pedig műszaki együttműködési megállapodást írt alá a British Leyland vállalattal. Az 1980-as évek új motorkerékpár-gyártmányai között megtalálható volt a Párizs–Dakar-replika XL600R, a CBX400F és a VF750. A személyautók részlege 1982 novemberében előállt minden idők legkecsesebb, legkifinomultabb és legjobban vezethető modelljével, a Prelude-del, majd 1983-ban következett az új Ballade, a CRX és a harmadik generációs Civic.
A hetvenes években világszerte visszaesett a kereslet a motorkerékpárok iránt. A Honda bővítette tevékenységeit, és 1991 márciusától hivatalosan is különálló, gyakorlatilag teljesen független részlegként működtette személygépkocsi-, motorkerékpár- és munkagépgyártó egységeit. Az értékesítési forgalom 80%-a a személyautókból, 12 pedig a motorkerékpárokból és munkagépekből származott, míg a maradék 8%-ot a Honda egyéb tevékenységei tették ki.
A Honda és a Rover közötti együttműködés 1994-ben érvényét vesztette, amikor a BMW felvásárolta a Rovert. A kooperáció 1979 decemberében kezdődött a Honda Ballade licencalapú gyártásával. Később kölcsönös részvénycseréhez vezetett, amelynek keretében a Honda a Rover-csoportban, míg a Rover a Honda új nagy-britanniai gyártóüzemében tett szert 20-20%-os tulajdonra. Ezzel a Rover számára véget értek a reménytelenség, a működést megbénító szakszervezeti viták és az egyre zuhanó eladások hosszú évei. A Honda számára ugyanakkor az együttműködés jó lehetőséget biztosított arra, hogy több európai piacon – elsősorban Franciaországban és Olaszországban – is versenyhelyzetbe kerüljön.
1987-ben a Honda gyártási és motorbeszállítási egyezséget kötött a Roverrel egy új középkategóriás modellre. Az együttműködés keretében az YY kódnéven ismert autót (Concerto/200/400) a Rover longbridge-i üzemében gyártották, míg az erőforrások a Honda új, swindoni motorgyárából érkeztek.
A két vállalat 1989-ben bejelentette, hogy új autógyártó üzemet épít Swindonban. Az eredeti tervek szerint itt épült volna a Honda és a Rover új, D-szegmensbe tartozó modellje Synchro/XX kódnév alatt (Accord/600). A Rover cowley-i üzemének bizonytalan jövője miatt azonban módosították az elképzeléseket, és úgy határoztak, hogy a Rover 600 Cowleyban, a Honda Accord pedig Swindonban készül majd.
Az első swindoni Accord 1992 októberében gördült le a gyártósorról. Ezt 1994 szeptemberében az ötajtós Civic, majd 1998-ban egy harmadik modell, a Civic Aerodeck követte; a termelési kapacitást 100 ezerről 150 ezer darabra növelték.
1997-ben az európai eladások elérték a 240 ezer gépkocsit. Az előrejelzések 2000-re 300 ezer darabot jósoltak, miután 1998 őszén bemutatták az új, Európában tervezett Accordot, amely új lépcsőt jelentett a biztonság, a lopás- és környezetvédelem, valamint a menetteljesítmény terén.
A swindoni üzem bővítésére vonatkozó, 1998 júniusában nyilvánosságra hozott tervek évi 250 ezer darabra kívánták növelni a gyár termelőkapacitását. A 2002-ig tartó program során összesen 450 millió angol fontot ruházott be a gyár: 130 milliót egy vadonatúj gyártóüzembe, 200 milliót egy új modell gyártósorába, és 120 milliót a létező létesítmények fejlesztésébe. Mindezek eredményeként ez lett a Honda egyik leginnovatívabb gyára, ami a korábbinál jóval hatékonyabb, rugalmasabb és környezetkímélőbb termelésre képes. További ezer munkahelyet teremtettek, ezzel az alkalmazottak száma, elérte a négyezer főt.

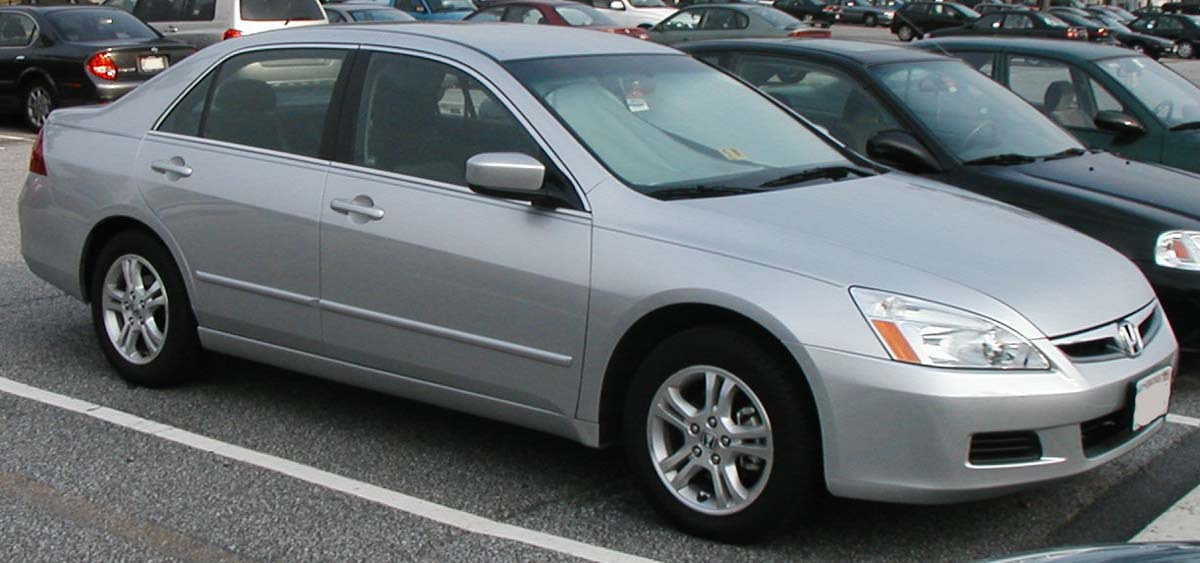
2006-os Honda Accord

Nemzetközi viszonylatban a Honda termelőüzemeinek száma 1998-ban 89-rol 95-re emelkedett: új gépkocsigyárat hoztak létre Törökországban, Indiában és Brazíliában, új motorkerékpárgyárat Vietnámban, és egy munkagépgyártó üzemet Indonéziában. Ezeken túl bejelentették az észak-amerikai autógyárak bővítésére vonatkozó terveket, amelyek távlati célja az volt, hogy a régió termelési kapacitását évi egymillió darabra növeljék. A Honda további vállalkozásai között szerepelt a Guangzhou Auto Group Corporationnel és a Dongfeng Motor Corporationnel kötött megállapodás, aminek keretében 1999-ben vegyesvállalati formában 30 000 darab Accordot gyártanak Kínában.

## Versenyzés

### Motorkerékpár
A Honda Racing Corporationt (HRC) 1954-ben alapították meg. A vállalat magas színvonalú versenygépekkel versenyez az egész világon. A HRC sok mindennel hozzájárul a motorkerékpársportok fejlődéséhez (műholdas csapatoknak nyújtott támogatást, motorozás oktatás).
1959-ben öt motorkerékpárral indultak a Man TT szigete versenyen.
1979-ben a Honda visszatért a MotoGP-be négyütemű motorkerékpárjukkal az NR500-zal. Az NR500-ra jellemző volt a nyújtott henger, hengerenként 8 szeleppel. Remélték, hogy a négyütemű motorjuk fel tudja venni majd a versenyt az ellenfelek kétütemű motorjaival. 1982-ben bemutatták a Honda első kétütemű motorkerékpárját, az NS500-at, amivel 1983-ban az 500 cm³-es kategóriában Freddie Spencerrel megnyerték a világbajnokságot. Azóta domináns márka a Honda a MotoGP-ben.
Motokrosszban a Honda 24 világbajnoki címet szerzett meg.

### Honda a Formula–1-ben

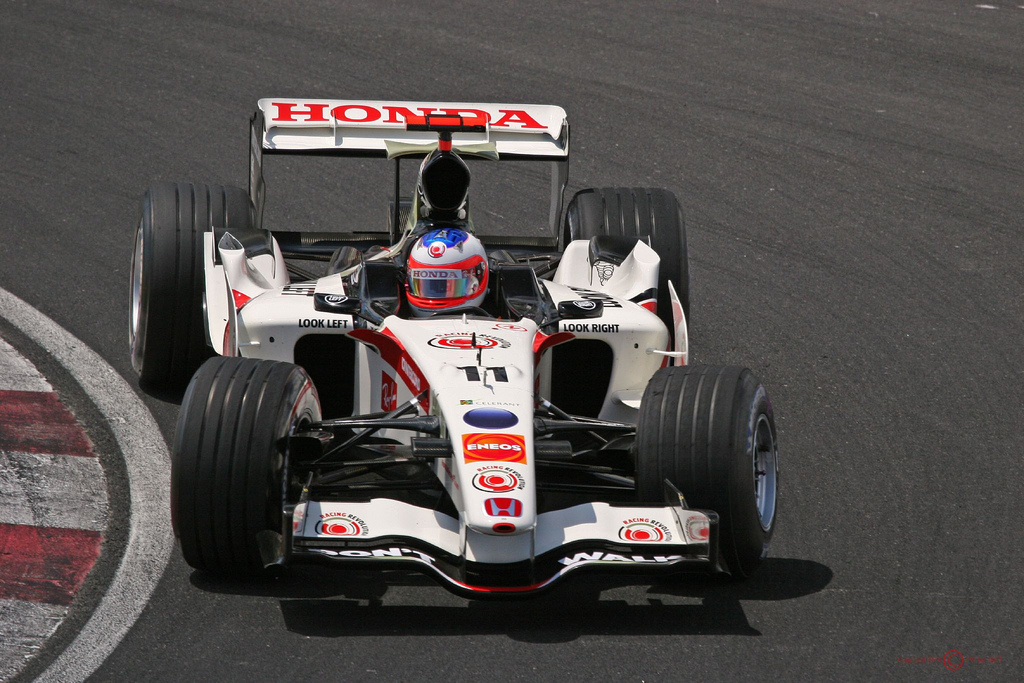
Rubens Barrichello a Hondával, 2006-ban

A Honda Racing F1 Team a japán Honda autógyár Formula–1-es csapata. Korábban a BAR csapatnak szállított motorokat. A csapat székhelye az Egyesült Királyságban, Brackleyben van. 2006-ban tért vissza a Formula–1-be önálló csapatként, versenyzőállása Jenson Button és Rubens Barrichello volt. 2008 után a gazdasági válságra hivatkozva kiszálltak a sportágból. A csapat utódja a Brawn GP lett, tulajdonosa és csapatfőnöke Ross Brawn, versenyzői pedig Jenson Button és Rubens Barrichello. A Brawn GP annak ellenére, hogy Button révén megnyerte az egyéni világbajnokságot, valamint megnyerték a konstruktőri világbajnokságot is, nem volt hosszú életű. A V6-os turbó és hibrid erőforrások megjelenésével, 2015-ben a Honda is jelezte nevezési szándékát, ám ezúttal nem önálló csapattal, hanem a nyolcvanas évek legendás párosítását felelevenítve a McLaren motorszállítójaként. A McLaren és a Honda 2017 év végén jelentették be a közös együttműködésük végét, majd 2018-tól a Toro Rosso-nak (később AlphaTauri), 2019-től pedig a Red Bull Racing-nek lett a motorszállítója egészen a 2021-es újabb kiszállásig.

#### A Red Bull erőforrás-ellátásának folytatása a hivatalos visszavonás után
A Honda a 2023-as szezonra visszatért a megnevezett erőforrás-beszállítóként, és Honda RBPT-ként jelzett motorokat szállít a Red Bull Racing és a Scuderia AlphaTauri csapatának.

### Honda Racing WTCC
A Formula–1 2008-as kivonulás óta 2012 októberében tér vissza gyári szinten a Honda a Túraautó-világbajnokságba (WTCC). A Honda a JAS Motorsportot bízta meg a Civic Super 2000 TC versenyautó építésében mivel korábban ők készítették fel az akkor még "privát" Accord WTCC versenyautót. A motort a Honda R&D  fejlesztette ki központjában, Tochigiban. A HR412E névre hallgat, egy teljesen új 1,6 literes négyhengeres, 310+ lóerős, közvetlen benzinbefecskendezéssel ellátott motor. A HR412E új generációt képvisel a Honda nagyteljesítményű versenymotorjai között.

## Vezetők
- 1948–1973 – Honda Szóicsiró
- 1973–1983 – Kavasima Kijosi
- 1983–1990 – Kume Tadasi
- 1990–1998 – Kavamoto Nobuhiko
- 1998–2004 – Josino Hirojuki
- 2004-től – Fukui Takeo

## Gazdasági teljesítménye
A Honda Motor Co. Ltd. az 1998. március 31-én lezárt pénzügyi évre 1,97 milliárd USD rekord nyereséget könyvelt el, ami 17,8%-kal meghaladta a vállalat 1997-es eredményét. A forgalom 13,3%-kal nőtt, és elérte a 45,4 milliárd dollárt. A rekord összegű profit az észak-amerikai és európai piacok erőteljesen növekedő gépkocsi-eladásainak, valamint a tovább folytatódó költségcsökkentő intézkedéseknek volt köszönhető. A Honda az előző évinél 7,2%-kal több, összesen 2 343 000 gépkocsit, 1,9%-kal kevesebb, összesen 5 101 000 motorkerékpárt és 13,8%-kal több, összesen 3 013 000 darab munkagépet értékesített.
Ezen adatok alapján, a forgalom hozadékát tekintve a Honda a világ egyik legnagyobb hasznot termelő autóipari vállalata.

## Robotok

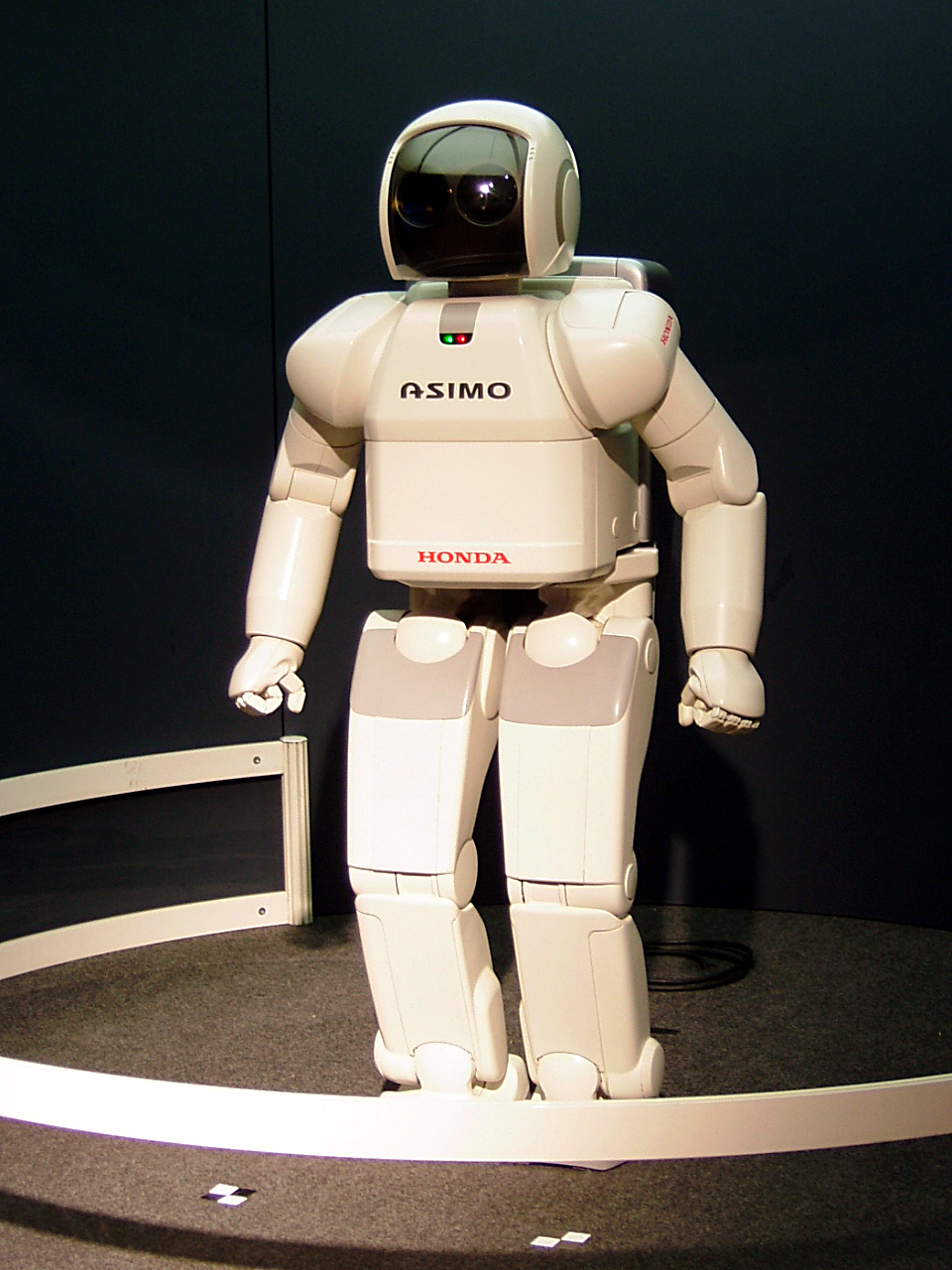
ASIMO 2005-ben

A Honda 1986 óta foglalkozik egy, mozgásában az emberre a lehető legjobban hasonlító humanoid robot megalkotásával. Az első, E0-s robot elkészülte után további 9 tanulmánymodell következett, mire 2000 végén a nagyközönség előtt is bemutatták ASIMO-t. A hivatalos változat szerint az angol "Advanced Step in Innovative MObility" szavak kezdőbetűiből ered a név, de nem véletlen hasonlósága a robot regények világhírű szerzőjének, Isaac Asimov nevével sem. Méreteiben egy gyermek felépítésére hasonlít, magassága 130 cm, súlya 54 kg. Meghajtásáról lítium-fémhidrid akkumulátor gondoskodik, mely egy órán át látja el energiával a testrészeket mozgató 34 villanymotort. ASIMO fejlesztése során elért eredményeket a Honda egyéb iparágaiban, így a járműbiztonsági fejlesztések terén is alkalmazza.
- Hivatalos honlap

## Létesítmények, gyárépületek (részleges lista)

### Japán
- Szudzuka – autók
- Hamamacu – motorkerékpárok (befejezés 2009-ben)
- Szajama – autók, teherautók
- Kikucsi – motorkerékpárok, ATV-k (minden Honda motorkerékpár 2008-tól)
- Ucunomija – k+f (járművek)

### Egyesült Államok
Észak amerikai létesítmények listája
- Lincoln, Alabama – Odyssey, V6 motorok
- East Liberty, Ohio – Civic Sedan/Coupe/GX/ Element, CR-V
- Marysville Ohio – Autó – Accord Sedan/Coupe, Acura TL, Acura RDX,
- Marysville Ohio – Motorkerékpárok – Gold Wing 1800, Valkyrie Rune, VTX 1300/1800, Shadow 1100, motorkerékpár motorblokkok
- Anna, Ohio – Motorok
- Raymond, Ohio – jármű K+F
- Indian Lake, Ohio –  Automata sebességváltók
- Torrance, Kalifornia – jármű K+F
- Swepsonville, Észak-Karolina – pázsit-fűnyírók, hómobilok, szivattyúk
- Greensburg, Indiana – Civic Sedan
- Timmonsville, Észak-Karolina – terepjárók és egyszemélyes vízi járművek

### Kanada
- Alliston, Ontario – Civic (coupe és sedan), Acura CSX

Acura MDX, Civic sedan

### Mexikó
- Jalisco, Guadalajara – Motorok, CR-V SUV (évente 50,000 dt-ot).

### Egyesült Királyság
- Swindon, Anglia, Egyesült Királyság – EP3 – Civic SI (USA), Civic SiR (Kanada), Civic Type-R, Type-S és normál (Európa, Dél-Afrika és Ausztrália), CR-V

### Brazília
- Manaus, Amazonas – Motorkerékpárok
- Sumaré, São Paulo – autók (Civic and Fit [Európában Jazz néven ismert])

### Kolumbia
- Valle del Cauca, Cali – motorkerékpárok

### Thaiföld
- Ajutthaja

### Törökország
- Gebze City (Lengyelország, Törökország, Ukrajna, Szlovákia, Oroszország, Magyarország)

### Malajzia
- Malacca
- Pinang – Motorkerékpár

### Fülöp-szigetek
- Batangas –  Motorkerékpár
- Laguna – Autók; alkatrészek és erőátviteli eszközök

### Pakisztán
- Lahor – autók
- Sialkot – autók
- Karacsi – Motorkerékpárok
- Sheikhupura – Motorkerékpárok

### Argentína
- Zárate, Családi autók

### India
- Gurgaon, Haryana – Motorkerékpárok
- Noida, Uttar Prades – Autók

### Vietnám
- Đông Anh, Hanoi – Autók és robogók
- Vĩnh Phúc – Autók és alkatrészek

## Lásd még
- Honda járművek listája
- Honda összeszerelő üzemek listája
- Honda repülőgép-vállalat
- Honda Canada Inc.
- Honda Hungary Kft.
- Honda repülőtér
- Honda FC
- Benedek Attila: Japán autók. Honda, Mazda, Mitsubishi, Nissan, Subaru, Suzuki, Toyota; Nagykönyv, Nyíregyháza, 2008